# Eleron-3
Le Eleron-3, est un drone de reconnaissance tactique russe.

## Caractéristiques
Son rayon d'action est d'environ 25 km. Les ailes du drone peuvent se replier ce qui lui permet d'être transportable dans la mallette qui est livrée avec lors de l'achat,[réf. non conforme].
| Portée maximale de transmission de données via le canal vidéo numérique | 25 km                                   |
| Altitude maximale                                                       | 4000 m                                  |
| Plage de vitesse                                                        | 70 - 130 km/h                           |
| Navigation                                                              | GPS, Glonass, course-air                |
| Masse maximale au décollage                                             | 5,5 kg                                  |
| Masse maximale de la charge utile                                       | 1 kg                                    |
| Autonomie                                                               | 100 min                                 |
| Modes de vol                                                            | autonome, automatique, semi-automatique |
| Système de décollage                                                    | Catapulte pneumatique ou élastique      |
| Atterrissage                                                            | Parachute                               |
| Plage de température de fonctionnement                                  | -30 à +40 °С                            |

## Histoire opérationnelle
Il est mis en service en 2014 au sein des forces terrestres russes. Il est posé sur une rampe de lancement équipée d'une catapulte ou élastique. Un drone a été détruit en 2015 lors de son engagement durant la guerre de Syrie[réf. non conforme].
Au moins 12 drones ont été détruits ou saisis depuis le début de la guerre en Ukraine en 2022.

## Opérateur militaire
- Russie 30 exemplaires en 2018[6][réf. non conforme]

## Galerie d'images

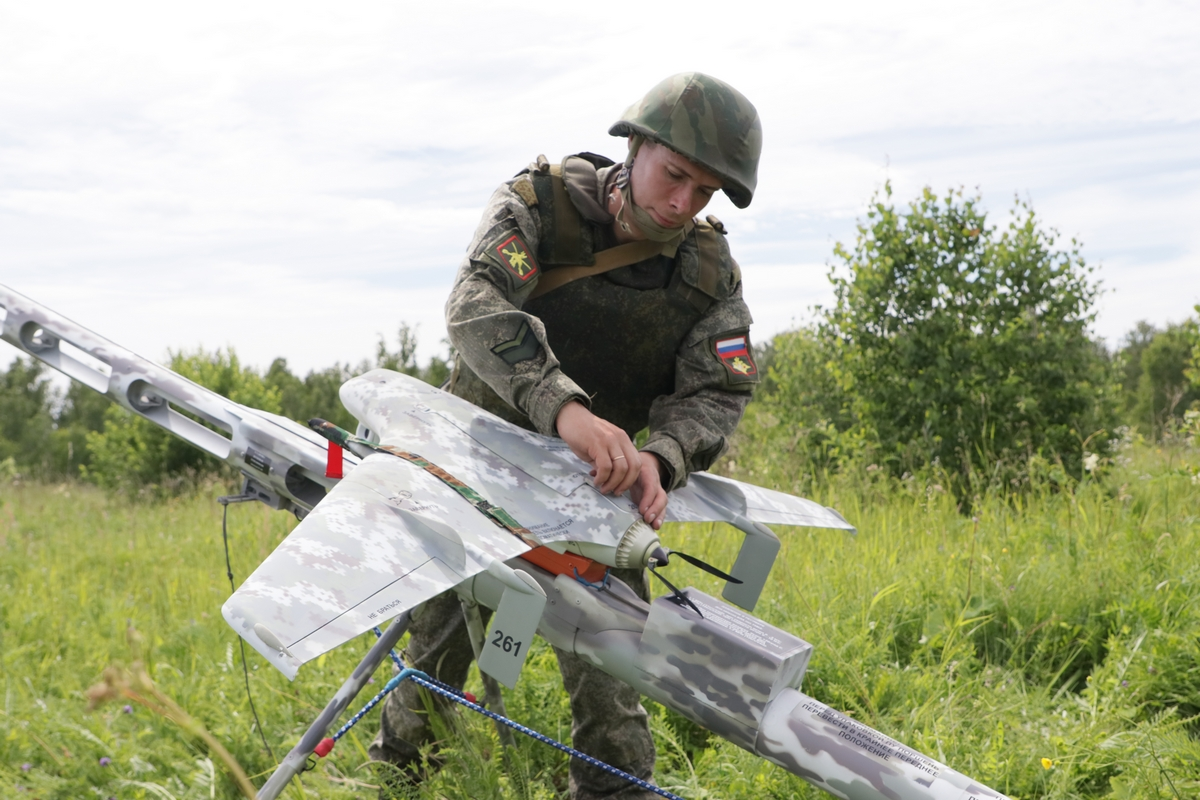
Sur sa rampe
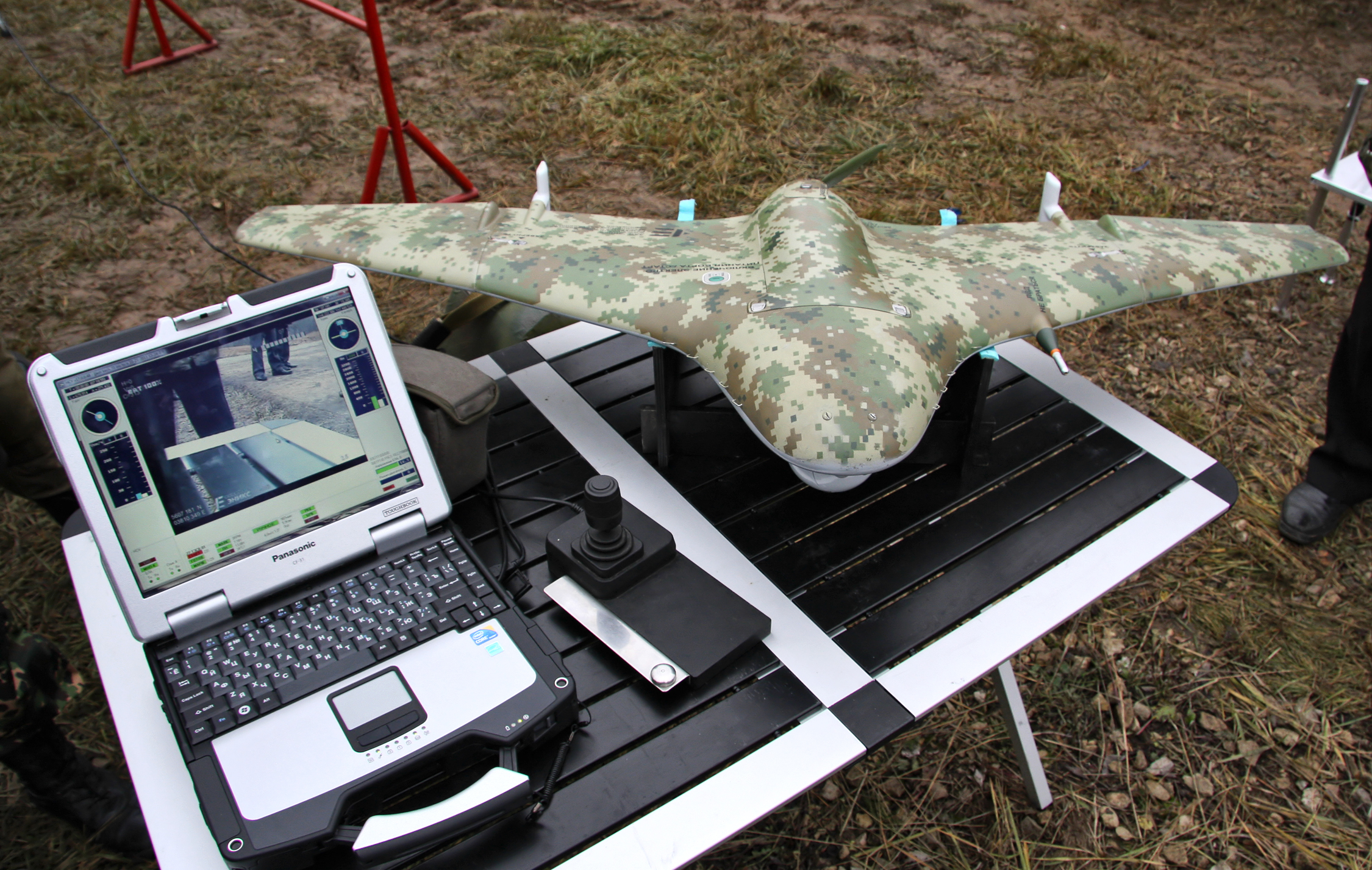
Avec son tableau de commande